# Gjerdrums kommun
Gjerdrums kommun (norska: Gjerdrum kommune) är en kommun i Akershus fylke i sydöstra Norge. Kommunens centralort är Ask. Den ligger cirka 30 kilometer från huvudstaden Oslo. Kommunens befolkning har ökat snabbt sedan flygplatsen på Gardermoen blev färdig.

## Administrativ historik
Gjerdrums kommun uppstod på 1830-talet, samtidigt med flertalet andra norska kommuner.

## Tätorter
I Gjerdrums kommun finns en tätort:
- Grønlund (omfattar sedan 2013 centralorten Ask)

## Socknar
Inom Norska kyrkan motsvaras Gjerdrums kommun av Gjerdrum og Heni socken i Øvre Romerike prosteri i Borgs stift.

## Bilder

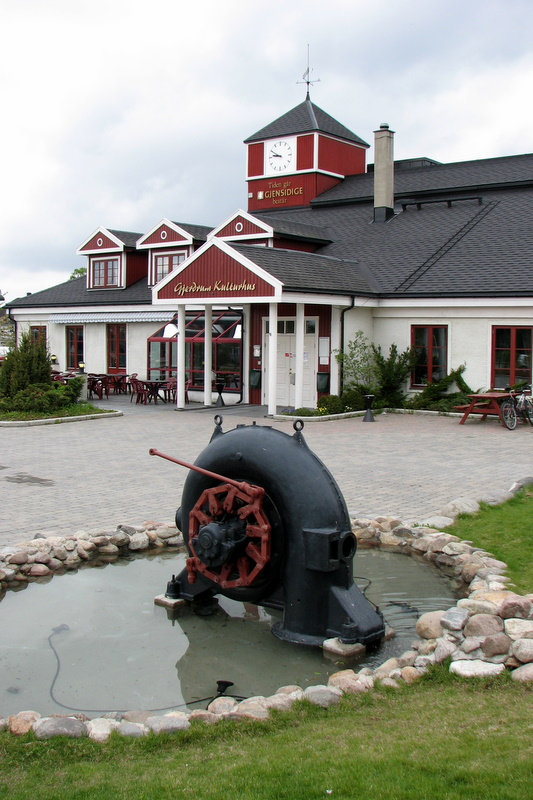
Gjerdrums kulturhus.
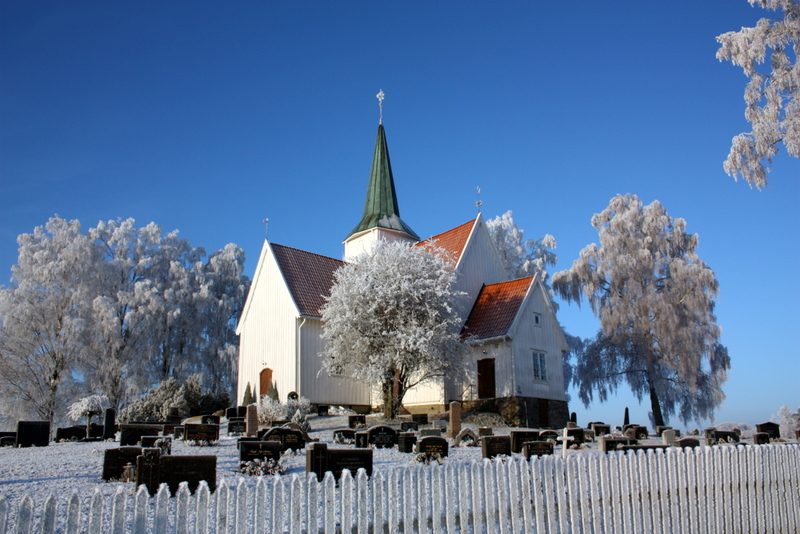
Gjerdrums kyrka från 1686.
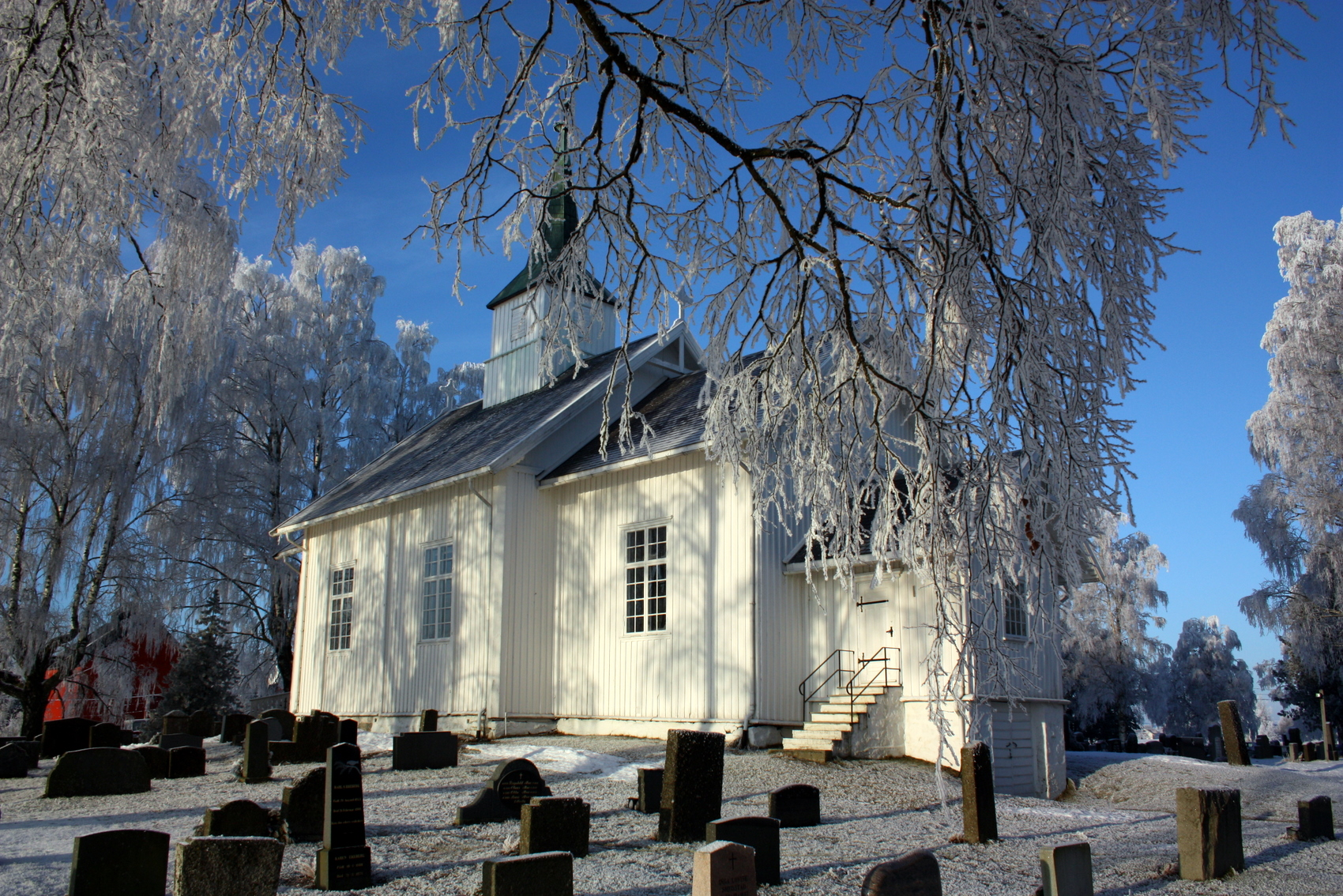
Heni kyrka från 1864.